# USS Bonefish (SS-223)
USS Bonefish (SS-223) là một tàu ngầm lớp Gato từng phục vụ cùng Hải quân Hoa Kỳ trong Chiến tranh Thế giới thứ hai. Nó là chiếc tàu chiến đầu tiên của Hải quân Hoa Kỳ được đặt cái tên này, theo tên loài cá mòi đường. Nó đã phục vụ trong suốt Thế chiến II, thực hiện được tám chuyến tuần tra, đánh chìm 12 tàu Nhật Bản bao gồm một tàu khu trục với tổng tải trọng 61.345 tấn. Trong chuyến tuần tra cuối cùng nó bị tàu chiến Nhật Bản đánh chìm ngoài khơi đảo Honshū vào ngày 18 tháng 6, 1945. Bonefish được tặng thưởng bảy Ngôi sao Chiến trận do thành tích phục vụ trong Thế Chiến II.

## Thiết kế và chế tạo
Lớp tàu ngầm Gato được thiết kế cho mục đích một tàu ngầm hạm đội nhằm có tốc độ trên mặt nước cao, tầm hoạt động xa và vũ khí mạnh để tháp tùng hạm đội chiến trận. Con tàu dài 311 ft 9 in (95,02 m) và có trọng lượng choán nước 1.525 tấn Anh (1.549 t) khi nổi và 2.424 tấn Anh (2.463 t) khi lặn. Chúng trang bị động cơ diesel dẫn động máy phát điện để cung cấp điện năng cho bốn động cơ điện, đạt được công suất 5.400 shp (4.000 kW) khi nổi và 2.740 shp (2.040 kW) khi lặn, cho phép đạt tốc độ tối đa 21 hải lý trên giờ (39 km/h) và 9 hải lý trên giờ (17 km/h) tương ứng. Tầm xa hoạt động là 11.000 hải lý (20.000 km) khi đi trên mặt nước ở tốc độ 10 hải lý trên giờ (19 km/h) và có thể hoạt động kéo dài đến 75 ngày và lặn được sâu tối đa 300 ft (90 m).
Lớp tàu ngầm Gato được trang bị mười ống phóng ngư lôi 21 in (530 mm), gồm sáu ống trước mũi và bốn ống phía phía đuôi tàu, chúng mang theo tối đa 24 quả ngư lôi. Vũ khí trên boong tàu gồm một hải pháo 3 inch/50 caliber, và thường được tăng cường một khẩu pháo phòng không Bofors 40 mm nòng đơn và một khẩu đội Oerlikon 20 mm nòng đôi, kèm theo súng máy .50 caliber và .30 caliber. Tiện nghi cho thủy thủ đoàn bao gồm điều hòa không khí, thực phẩm trữ lạnh, máy lọc nước, máy giặt và giường ngủ cho hầu hết mọi người, giúp họ chịu đựng cái nóng nhiệt đới tại Thái Bình Dương cùng những chuyến tuần tra kéo dài đến hai tháng rưỡi.
Bonefishđược đặt lườn tại xưởng tàu của hãng Electric Boat Company ở Groton, Connecticut vào ngày 25 tháng 6, 1942. Nó được hạ thủy vào ngày 7 tháng 5, 1943, được đỡ đầu bởi bà Elizabeth S. Daubin, phu nhân Chuẩn đô đốc Freeland A. Daubin, và được cho nhập biên chế cùng Hải quân Hoa Kỳ vào ngày 31 tháng 5, 1943 dưới quyền chỉ huy của Hạm trưởng, Thiếu tá Hải quân Thomas W. Hogan.

## Lịch sử hoạt động

### 1943
Sau khi hoàn tất việc chạy thử máy huấn luyện ngoài khơi New London, Connecticut và Newport, Rhode Island cho đến ngày 23 tháng 7, 1943, Bonefish chuẩn bị để được điều động sang khu vực Mặt trận Thái Bình Dương. Nó băng qua kênh đào Panama vào ngày 4 tháng 8, và đi đến Brisbane, Australia vào ngày 30 tháng 8. Chiếc tàu ngầm hoạt động huấn luyện trong một tuần lễ trước khi lên đường đi vịnh Moreton để tiếp tục thực hành.

#### Chuyến tuần tra thứ nhất
Xuất phát từ Brisbane vào ngày 16 tháng 9 cho chuyến tuần tra đầu tiên, Bonefish băng qua eo biển Balabac vào ngày 22 tháng 9 để hoạt động tuần tra tại khu vực Trung tâm biển Đông. Nó tấn công một đoàn tàu vận tải tám chiếc ba ngày sau đó, đánh trúng ba quả ngư lôi vào một tàu chở hàng trước khi phải lặn xuống né tránh đợt phản công bằng mìn sâu từ các tàu hộ tống. Nó bắt gặp một đoàn tàu vận tải khác vào ngày 27 tháng 9, phóng bốn quả ngư lôi đánh chìm được tàu vận chuyển Kashima Maru (9.908 tấn) và gây hư hại cho chiếc Chihaya Maru, rồi lẫn tránh thành công đợt phản công của tàu hộ tống đối phương. Đến ngày 6 tháng 10, nó lại đánh trúng ngư lôi vào hai tàu chở hàng lớn của một đoàn tàu vận tải thứ ba, nhưng phải lặn sâu để né tránh phản công nên không thể đánh giá kết quả. Bốn ngày sau đó, tại vùng biển ngoài khơi Đông Dương thuộc Pháp, nó bắn một loạt bốn quả ngư lôi đánh chìm được các tàu chở hàng Isuzugawa (4.212 tấn) và Teibi Maru (10.086 tấn). Vào ngày 14 tháng 10, nó đánh chìm một tàu buồm Nhật Bản trong eo biển Makassar trước khi kết thúc chuyến tuần tra tại Fremantle, Western Australia vào ngày 21 tháng 10.

#### Chuyến tuần tra thứ hai
Sau khi được tái trang bị và huấn luyện, Bonefish lên đường từ Fremantle vào ngày 22 tháng 11 cho chuyến tuần tra tiếp theo tại biển Đông. Nó tiến vào biển Flores vào ngày 28 tháng 11 và đụng độ hai tàu đối phương vào ngày hôm sau. Nó phóng bốn quả ngư lôi vào một tàu chở hàng, và hai quả trúng đích đã đánh chìm chiếc Suez Maru (4.646 tấn), và lẫn tránh thành công việc truy đuổi của tàu hộ tống đối phương. Bonefish không thể biết rằng Suez Maru lúc đó đang vận chuyển tù binh chiến tranh, bao gồm 414 người Anh và 133 người Hà Lan; tàu quét mìn Nhật W.12 đã cứu vớt những người Nhật sống sót và xả súng máy giết hại ít nhất 250 tù binh Đồng Minh trên mặt nước.
Đến ngày 1 tháng 12, Bonefish bắt gặp một đoàn tàu ba chiếc cùng hai tàu hộ tống tại bờ biển Celebes. Trong hai lượt tấn công riêng biệt, nó đã đánh trúng tàu chở hành khách Nichiryo Maru mà sau đó bị đắm, và gây hư hại cho một tàu hộ tống. Nó tuần tra dưới nước ngoài khơi cảng Sandakan, Borneo từ ngày 4 đến ngày 6 tháng 12, rồi chuyển đến khu vực Tarakan và trồi lên mặt nước vào ngày 11 tháng 12 để tấn công bằng hải pháo vào chiếc tàu chở hàng nhỏ Toyohime Maru, gây hư hại nhưng không thể đánh chìm đối phương. Sang ngày hôm sau, nó phóng một loạt sáu ngư lôi vào một mục tiêu không rõ nhận dạng, trúng đích một quả nhưng không biết chính xác kết quả sau cùng. Nó kết thúc chuyến tuần tra khi về đến Fremantle vào ngày 19 tháng 12.

### 1944

#### Chuyến tuần tra thứ ba
Sau khi được tái trang bị và huấn luyện, Bonefish lại khởi hành từ Fremantle vào ngày 12 tháng 1, 1944 cho chuyến tuần tra thứ tư. Đang khi hoạt động tại khu vực eo biển Makassar vào ngày 22 tháng 1, nó tiếp cận một thuyền buồm lớn có hành động nghi ngờ, và đã đánh chìm bằng hỏa lực súng máy khi đối phương từ chối đầu hàng vì đang vận chuyển binh lính Nhật Bản trên tàu. Sang ngày 6 tháng 2, nó bắt gặp một đoàn tàu vận tải lớn với ít nhất 17 tàu, và đã phóng sáu quả ngư lôi nhắm vào hai chiếc lớn nhất trong số chúng, ghi được ít nhất hai quả trúng đích. Tuy nhiên do bị các tàu hộ tống truy đuổi, nó không thể xác định kết quả sau cùng, nhưng có thể không mục tiêu nào bị đánh chìm. 
Sau đó Bonefish lại tấn công một đoàn tàu 13 chiếc nó phát hiện vào ngày 9 tháng 2 ngoài khơi vịnh Cam Ranh, bị một tàu khu trục hộ tống phát hiện nhưng đã kịp phóng năm quả ngư lôi vào chiếc Tonan Maru No. 2, một tàu săn cá voi được cải biến thành tàu chở dầu, trước khi lặn xuống khẩn cấp để né tránh các đợt tấn công bởi mìn sâu từ các tàu hộ tống và bom ném từ máy bay; chiếc Tonan Maru bị đánh trúng nhưng được sửa chữa và vẫn tiếp tục hoạt động. Chiếc tàu ngầm tiếp tục săn tìm mục tiêu thêm hơn một tháng trước khi quay trở về Fremantle vào ngày 15 tháng 3.

#### Chuyến tuần tra thứ tư
Lên đường vào ngày 13 tháng 4, Bonefish tiến hành chuyến tuần tra thứ tư tại vùng biển Celebes. Nó bắt gặp một đoàn tàu bốn chiếc đang di chuyển dọc bờ biển Mindanao vào ngày 26 tháng 4, phóng bốn ngư lôi đánh chìm chiếc tàu chở hành khách Tokiwa Maru (806 tấn) rồi lẫn tránh đợt phản công của các tàu hộ tống. Sang ngày hôm sau nó tiếp tục tấn công với bốn quả ngư lôi vào một tàu chở hàng đang hướng đến vịnh Davao, nhưng không thể đánh chìm đối thủ dù đã trúng đích ba quả. Trong biển Sulu vào ngày 3 tháng 5, chiếc tàu ngầm tiếp cận một đoàn tàu vận tải nhưng phải lặn xuống khi bị một máy bay đối phương ném hai quả bom gần tàu, gây một số hư hại. Nó trở lên mặt nước nhưng tiếp tục bị hai tàu hộ tống tấn công, nên phải tiếp tục lặn để né tránh 25 quả mìn sâu được thả xuống. Khi đợt truy đuổi kết thúc, nó chuyển sang tuần tra lối tiếp cận phía Bắc của eo biển Basilan.
Vào ngày 7 tháng 5, Bonefish tấn công một đoàn tàu tại khu vực, phóng bốn quả ngư lôi vào một tàu hộ tống nhưng không rõ kết quả. Sang ngày 14 tháng 5, nó lại tiếp cận một đoàn ba tàu chở dầu và ba tàu hộ tống đang di chuyển ngoài khơi Tawi-Tawi hướng đến eo biển Sibutu. Chiếc tàu ngầm phóng năm quả ngư lôi, đánh trúng hai quả vào cầu tàu và bên dưới ống khói và khiến nó bốc cháy. Phải lặn khẩn cấp để né tránh sự truy đuổi của các tàu hộ tống, nó không thể đánh giá kết quả. Tài liệu thu được sau chiến tranh cho thấy nó chỉ gây hư hại cho một tàu chở dầu, nhưng đã đánh chìm tàu khu trục Inazuma, được biết đến khi đã cứu vớt 376 người sống sót từ chiếc HMS Exeter và thêm 151 người từ chiếc USS Pope trong Trận chiến eo biển Sunda.
Sau đó Bonefish đi đến eo biển Sibutu để hoạt động trinh sát. Nó phát hiện một hạm đội Nhật Bản bao gồm ba thiết giáp hạm, một tàu sân bay, ba tàu tuần dương hạng nặng và một tàu tuần dương hạng nhẹ được tám tàu khu trục hộ tống. Nó báo cáo thông tin rồi tiếp tục hoạt động trinh sát, lại trông thấy hạm đội nói trên vào ngày 17 tháng 5, lần này neo đậu trong vịnh Tawi-Tawi. Khi hoàn thành nhiệm vụ, con tàu quay trở về Australia, về đến Fremantle vào ngày 30 tháng 5.

#### Chuyến tuần tra thứ năm
Trong chuyến tuần tra thứ năm từ ngày 25 tháng 6 đến ngày 13 tháng 8, Bonefish hoạt động tại khu vực biển Celebes. Vào ngày 6 tháng 7, nó tiêu diệt một tàu schooner gỗ bằng hải pháo, và sang ngày hôm sau tiếp tục phá hủy bằng hải pháo một tàu nhỏ khác, rồi cùng trong ngày hôm đó đã phóng tám quả ngư lôi vào một tàu chở hàng nhỏ, ghi được những phát trúng đích nhưng không rõ kết quả sau cùng. Đến ngày 8 tháng 7, nó bắn cháy một tàu hơi nước nhỏ bằng hải pháo, rồi đánh chìm một thuyền buồm bằng hải pháo hai ngày sau đó. Vào ngày 29 tháng 7, nó theo đuổi một tàu chở dầu rỗng được hộ tống, và sang ngày hôm sau đã phóng sáu quả ngư lôi, trúng đích bốn quả và đánh chìm chiếc Kokuyo Maru. Sau đó nó chuyển sang tuần tra trên tuyến hàng hải phía Bắc Sibutu và Tawi-Tawi, và đến ngày 3 tháng 8 đã đánh trúng một quả ngư lôi, gây hư hại cho một tàu chở dầu. Con tàu kết thúc chuyến tuần tra tại Fremantle.

#### Chuyến tuần tra thứ sáu
Sau khi được nghỉ ngơi và tiếp liệu, Bonefish lên đường cho chuyến tuần tra thứ sáu vào ngày 5 tháng 9 tại vùng biển Sibuyan. Sau ba ngày tuần tra mà không bắt gặp mục tiêu nào, nó rời khu vực vào ngày 24 tháng 9 để chuyển sang hoạt động ngoài khơi Mindoro. Phát hiện một tàu chở dầu được hai tàu khu trục hộ tống bốn ngày sau đó, chiếc tàu ngầm phóng toàn bộ sáu quả ngư lôi phía mũi, đánh trúng chiếc Anjo Maru (2.068 tấn), nhưng không thể xác định kết quả do phải lẫn tránh sự truy đuổi của tàu khu trục đối phương. Tài liệu thu được sau chiến tranh xác nhận Anio Maru bị đắm trong ngày hôm đó.
Sau đó Bonefish gia nhập cùng các tàu ngầm chị em Flasher (SS-249) và Lapon (SS-260) để hình thành nên một đội tấn công phối hợp "Bầy sói". Khi lực lượng tuần tra tại khu vực Bolinao, họ đã tấn công một đoàn tàu chở hàng vào ngày 10 tháng 10, khi Bonefish đánh trúng ba quả ngư lôi nhưng không thể xác định kết quả. Trên đường đi đến một trạm canh phòng tim kếm và giải cứu bốn ngày sau đó, nó đánh chìm chiếc tàu chở hàng Fushimi Maru, và đến ngày 18 tháng 10, nó cứu vớt được hai phi công bị rơi trên biển. Rời khu vực vào ngày hôm sau, nó ghé đến Saipan để tiếp nhiên liệu vào ngày 27 tháng 10, rồi về đến Trân Châu Cảng vào ngày 8 tháng 11.

### 1945
Tiếp tục quay trở về vùng bờ Tây, Bonefish đi đến San Francisco, California, nơi nó được đại tu tại xưởng sửa chữa tàu ngầm của hãng Bethlehem Steel từ ngày 18 tháng 11, 1944 đến ngày 13 tháng 2, 1945. Rời xưởng tàu, nó huấn luyện ôn tập ngoài khơi Monterey, California trước khi quay trở lại Trân Châu Cảng, và tiếp tục huấn luyện tại vùng biển Hawaii cho đến ngày 20 tháng 3.

#### Chuyến tuần tra thứ bảy
Khởi hành từ Guam cho chuyến tuần tra thứ bảy tại vùng biển Hoa Đông, Bonefish không tìm thấy mục tiêu nào phù hợp. Đến ngày 13 tháng 4, nó phóng ngư lôi nhắm vào một tàu tuần tra, nhưng đối thủ đã cơ động kịp thời để né tránh. Đang khi làm nhiệm vụ tìm kiếm và giải cứu ngoài khơi Triều Tiên vào ngày 16 tháng 4, nó cứu vớt hai phi công Nhật Bản vốn bị một máy bay Hải quân bắn rơi, rồi sau đó làm một "nhiệm vụ đặc biệt" trước khi quay trở về Apra Harbor, Guam vào ngày 7 tháng 5.

#### Chuyến tuần tra thứ tám
Hoàn tất việc tái trang bị vào ngày 28 tháng 5, Bonefish lên đường cho chuyến tuần tra thứ tám, cũng là chuyến cuối cùng, và hoạt động trong thành phần "Bầy sói" "Pierce's Pole Cats", bao gồm các tàu ngầm Tunny (SS-282) và Skate (SS-305) dưới quyền chỉ huy của hạm trưởng Tunny, Trung tá Hải quân Hải quân George E. Pierce. Được tăng cường thiết bị rà quét thủy lôi, họ được lệnh xâm nhập vào biển Nhật Bản để đánh phá tuyến đường tiếp liệu cuối cùng của Nhật Bản từ nước ngoài. Bonefish đã xâm nhập thành công qua các bãi mìn gần đảo Tsushima và băng qua eo biển Triều Tiên để tiến vào biển Nhật Bản, bắt đầu tuần tra ngoài khơi bờ biển phía Tây đảo Honshū.
Trong cuộc gặp gỡ với Tunny vào ngày 16 tháng 6, Bonefish báo cáo đã đánh chìm tàu chở hàng Oshikayama Maru (6.892 tấn); rồi trong cuộc gặp gỡ tiếp theo hai ngày sau đó, nó được phép tuần tra ngầm vào ban ngày ngoài khơi vịnh Toyama, xa hơn về phía Bắc dọc bờ biển Honshū. "Bầy sói" dự định sẽ ra khỏi biển Nhật Bản qua eo biển La Pérouse vào khoảng đêm 24 tháng 6, nhưng Bonefish đã không đi đến điểm hẹn. Tunny tiếp tục chờ đợi thêm ba ngày ngoài khơi Hokkaidō một cách vô vọng.
Căn cứ theo tài liệu thu được từ Hải quân Đế quốc Nhật Bản sau chiến tranh, Bonefish đã phóng ngư lôi đánh chìm tàu chở hàng Konzan Maru (5.488 tấn) trong vịnh Toyama vào ngày 18 tháng 6. Tàu hộ tống đối phương đã phản công quyết liệt, và sự tấn công phối hợp của tàu hộ tống Okinawa cùng các tàu phòng vệ duyên hải CD-63, CD-75, CD-158 và CD-207 đã đánh chìm được chiếc tàu ngầm khi họ trông thấy một mảng dầu loang lớn cùng nhiều mảnh vỡ trồi lên mặt nước. Bonefish trở thành chiếc tàu ngầm Hoa Kỳ áp cuối bị mất trong chiến tranh, trước chiếc Bullhead (SS-332) bị mất vào tháng 8, 1945.
Bonefish được cho là đã mất trong chiến đấu vào ngày 30 tháng 7, 1945.

## Phần thưởng
Bonefish được tặng thưởng bảy Ngôi sao Chiến trận do thành tích phục vụ trong Thế Chiến II. Nó được ghi công đã đánh chìm 12 tàu Nhật Bản bao gồm một tàu khu trục với tổng tải trọng 61.345 tấn.
|  |                                         |  |
|  | Silver star · Bronze star · Bronze star |  |

| Dãi băng Hoạt động Tác chiến  | Dãi băng Hoạt động Tác chiến                                            | Đơn vị Tuyên dương Hải quân                                             | Đơn vị Tuyên dương Hải quân          |
| Huân chương Chiến dịch Hoa Kỳ | Huân chương Chiến dịch Châu Á-Thái Bình Dương với 7 Ngôi sao Chiến trận | Huân chương Chiến dịch Châu Á-Thái Bình Dương với 7 Ngôi sao Chiến trận | Huân chương Chiến thắng Thế Chiến II |